# 连介德
连介德（1957年—），汉族，籍貫台湾台北，出生于海南海口，中华人民共和国政治人物、第十一届全国政协委员。
加入台湾民主自治同盟，担任台盟中央常委、海南省委主委、省台联副会长。2008年，当选第十一届全国政协委员，代表台湾民主自治同盟，分入第十三组。2018年1月，当选第十三届全国政协委员。